# Ассамблея Лиги Наций
Ассамблея Лиги Наций (Assembly, Assemblée, Asamblea) - представительный орган Лиги Наций. Решала все вопросы лиги. Все решения кроме процедурных ассамблея принимала единогласно.

## Состав
Состоит из представителей всех государств-членов лиги (по три каждое из них, но по одному голосу).

## Органы ассамблеи
- Председатель;
- 6 заместителей председателей;
- Генеральный комитет.

## Комитеты ассамблеи
- Комитет по уставным вопросам;
- Комитет технической организации;
- Комитет по вопросам Постоянной палаты международного правосудия;
- Комитет по организации секретариата и финансовым вопросам;
- Комитет по приёму новых членов в Лигу;
- Комитет по мандатным вопросам и вопросам вооружения.

## Резиденция
Сессии Ассамблеи проходили во Дворце Наций в Женеве.